# East Gregory (Dakota del Sur)
East Gregory es un territorio no organizado ubicado en el condado de Gregory en el estado estadounidense de Dakota del Sur. En el censo de 2010 tenía una población de 190 habitantes y una densidad poblacional de 0,32 personas por km².

## Geografía
East Gregory se encuentra ubicado en las coordenadas 43°9′25″N 99°1′44″O / 43.15694, -99.02889. Según la Oficina del Censo de los Estados Unidos, East Gregory tiene una superficie total de 588.58 km², de la cual 551.39 km² corresponden a tierra firme y (6.32%) 37.19 km² es agua.

## Demografía
Según el censo de 2010, había 190 personas residiendo en East Gregory. La densidad de población era de 0,32 hab./km². De los 190 habitantes, East Gregory estaba compuesto por el 73.16% blancos, el 0% eran afroamericanos, el 22.63% eran amerindios, el 0% eran asiáticos, el 0% eran isleños del Pacífico, el 0% eran de otras razas y el 4.21% pertenecían a dos o más razas. Del total de la población el 0% eran hispanos o latinos de cualquier raza.